# Arthur Rostron
Sir Arthur Henry Rostron KBE RD RNR (Bolton, 14 de maio de 1869 – Chippenham, 4 de novembro de 1940) foi um oficial naval britânico mais famoso por ter comandando o RMS Carpathia no resgate dos sobreviventes do RMS Titanic em 15 de abril de 1912. Rostron foi muito elogiado por seus esforços naquela noite e conduta com os sobreviventes.

## Biografia
Rostron nasceu em Bolton, Lancashire, no dia 14 de maio de 1869, filho de James e Nancy Rostron. Aos treze anos de idade ele entrou na Marinha Mercante, servindo em diferentes navios nas rotas para a América do Norte, Ásia e Oceânia. Ele conseguiu seu certificado de oficial em 1894 e entrou na Cunard Line no ano seguinte, trabalhando como oficial em várias embarcações até ser nomeado capitão do SS Pennonia em 1911. No mesmo ele precisou deixar seu emprego temporariamente e servir na Marinha Real Britânica durante a Guerra Russo-Japonesa. Ao voltar em janeiro de 1912, ele recebeu o comando do RMS Carpathia.

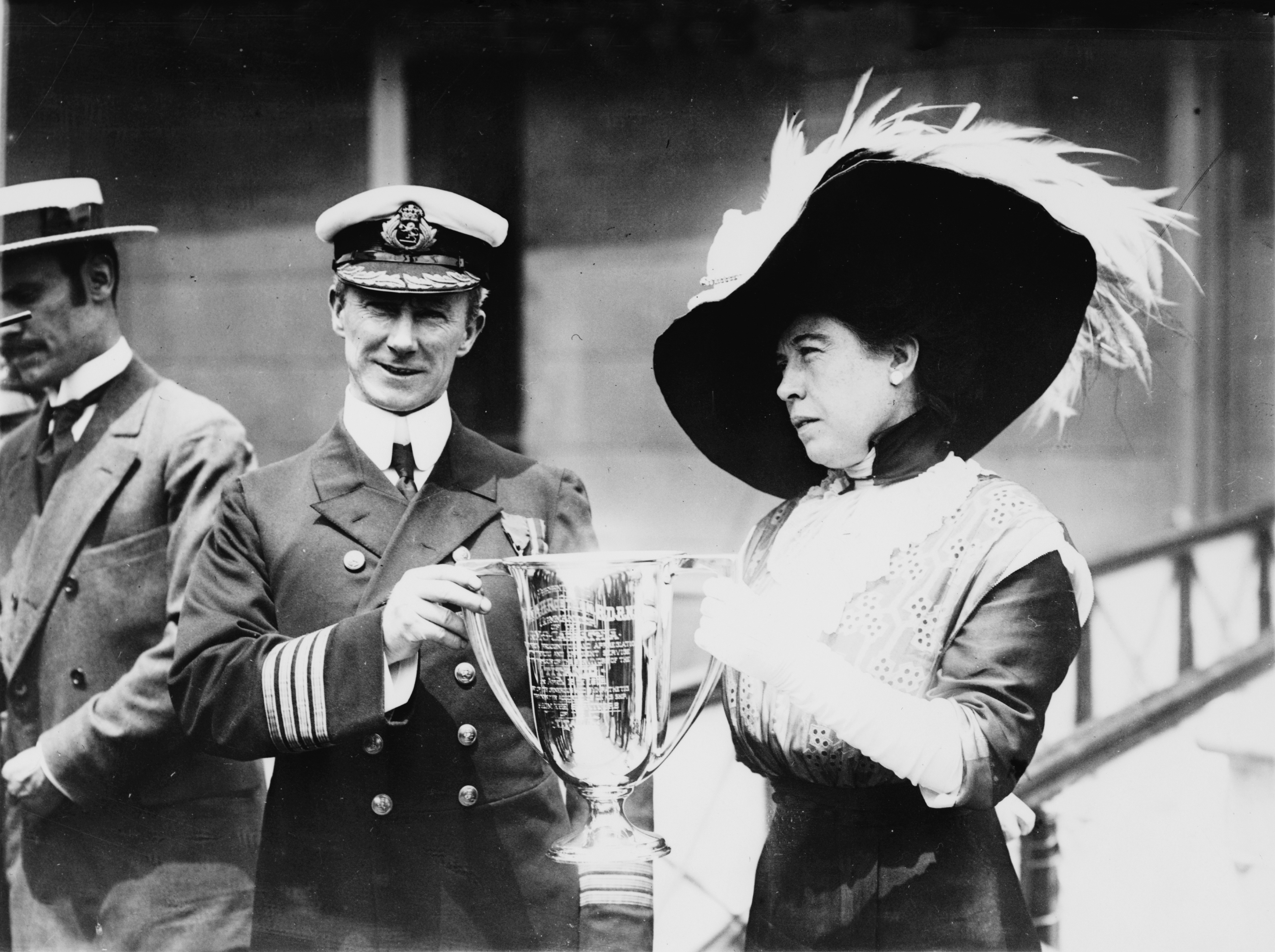
Margaret Brown, sobrevivente do Titanic, presenteando Rostron com uma taça em reconhecimento por suas ações no resgate dos passageiros.

O Carpathia recebeu os pedidos de socorro do Titanic na madrugada do dia 15 de abril de 1912. Rostron foi informado do naufrágio e imediatamente mudou o curso do Carpathia para ir ao resgate e mandou toda sua tripulação se preparar para cuidar dos sobreviventes. O caminho foi perigoso já que eles tiveram que desviar de vários icebergs, porém conseguiram chegar no local às 4h00min e resgatar os mais de setecentos sobreviventes. Rostron foi extremamente elogiado por suas ações e conduta pelos inquéritos britânico e americano, recebendo a Medalha de Ouro do Congresso dos Estados Unidos e uma taça especial dos passageiros do Titanic que foi entregue por Margaret Brown. Ele voltou ao seu trabalho normal depois de tudo isso e permaneceu no comando do Carpathia por mais um ano.
Rostron deixou o Carpathia em 1913 e comandou vários navios da Cunard até 1914, como o RMS Carmania e o RMS Lusitania. Com a Primeira Guerra Mundial, ele foi convocado e atuou em diferentes embarcações ao longo do conflito, dentre elas o RMS Mauretania. Com o fim da guerra em 1918, Rostron continuou no comando do Mauretania até 1928, quebrando vários recordes transatlânticos nesse período. Em seguida ele se tornou comodoro da Cunard Line e assumiu o RMS Berengaria. Antes disso em 1926, foi nomeado pelo rei Jorge V como um Cavaleiro Comandante da Ordem do Império Britânico.
Rostron se aposentou em maio de 1931, em seguida escrevendo uma autobiografia chamada Home From The Sea. Ele acabou morrendo de pneumonia em 4 de novembro de 1940 enquanto visitava uma de suas filhas em Chippenham, Wiltshire. Sua esposa Ethel morreu três anos depois e foi enterrada ao seu lado.
Em 16 de novembro de 2024, um relógio de bolso de ouro dado ao capitão do navio Arthur Rostron foi vendido em leilão por quase 2 milhões de dólares.